# Liste der Biografien/Mang
Liste der Biografien |
Portal Biografien |
Personensuche
# |
A |
B |
C |
D |
E |
F |
G |
H |
I |
J |
K |
L |
M |
N |
O |
P |
Q |
R |
S |
T |
U |
V |
W |
X |
Y |
Z |
?
 
Ma |
Mb |
Mc |
Md |
Me |
Mf |
Mg |
Mh |
Mi |
Mj |
Mk |
Ml |
Mm |
Mn |
Mo |
Mp |
Mq |
Mr |
Ms |
Mt |
Mu |
Mv |
Mw |
Mx |
My |
Mz
 
Maa |
Mab |
Mac |
Mad |
Mae |
Maf |
Mag |
Mah |
Mai |
Maj |
Mak |
Mal |
Mam |
Man |
Mao |
Map |
Maq |
Mar |
Mas |
Mat |
Mau |
Mav |
Maw |
Max |
May |
Maz
 
Mana |
Manb |
Manc |
Mand |
Mane |
Manf |
Mang |
Manh |
Mani |
Manj |
Mank |
Manl |
Mann |
Mano |
Manp |
Manq |
Manr |
Mans |
Mant |
Manu |
Manv |
Manw |
Many |
Manz
Die Liste der Biografien führt alle Personen auf, die in der deutschsprachigen Wikipedia einen Artikel haben. Dieses ist eine Teilliste mit 287 Einträgen von Personen, deren Namen mit den Buchstaben „Mang“ beginnt.

## Mang
- Mang, neunter König der halblegendären Xia-Dynastie
- Mang Thang, Nicholas (* 1943), myanmarischer Geistlicher, emeritierter römisch-katholischer Erzbischof von Mandalay
- Mang, Balthasar (1720–1803), deutscher Kirchenmaler und Freskant des Rokoko
- Mang, Engelbert (1883–1955), österreichischer Architekt
- Mang, Ferdinand (* 1978), deutscher Rechtsanwalt und Politiker (AfD), MdL
- Mang, Friedrich (1934–2007), deutscher Bauingenieur und Hochschullehrer
- Mang, Hans Jörg (1931–2007), deutscher Kernphysiker
- Mang, Herbert (* 1942), österreichischer Bauingenieur
- Mang, Ioan (* 1958), rumänischer Wissenschaftler und Politiker
- Mang, Johann (1897–1971), deutscher Kommunalpolitiker
- Mang, Karl (1922–2015), österreichischer Architekt
- Mang, Michele († 1909), deutschrömischer Fotograf
- Mang, Mischa (* 1966), deutscher Sänger, Schauspieler und Musicaldarsteller
- Mang, Rainer (1943–2007), deutscher Bildhauer
- Mang, Rudolf (1950–2018), deutscher GewichtheberRudolf Mang (1950–2018)

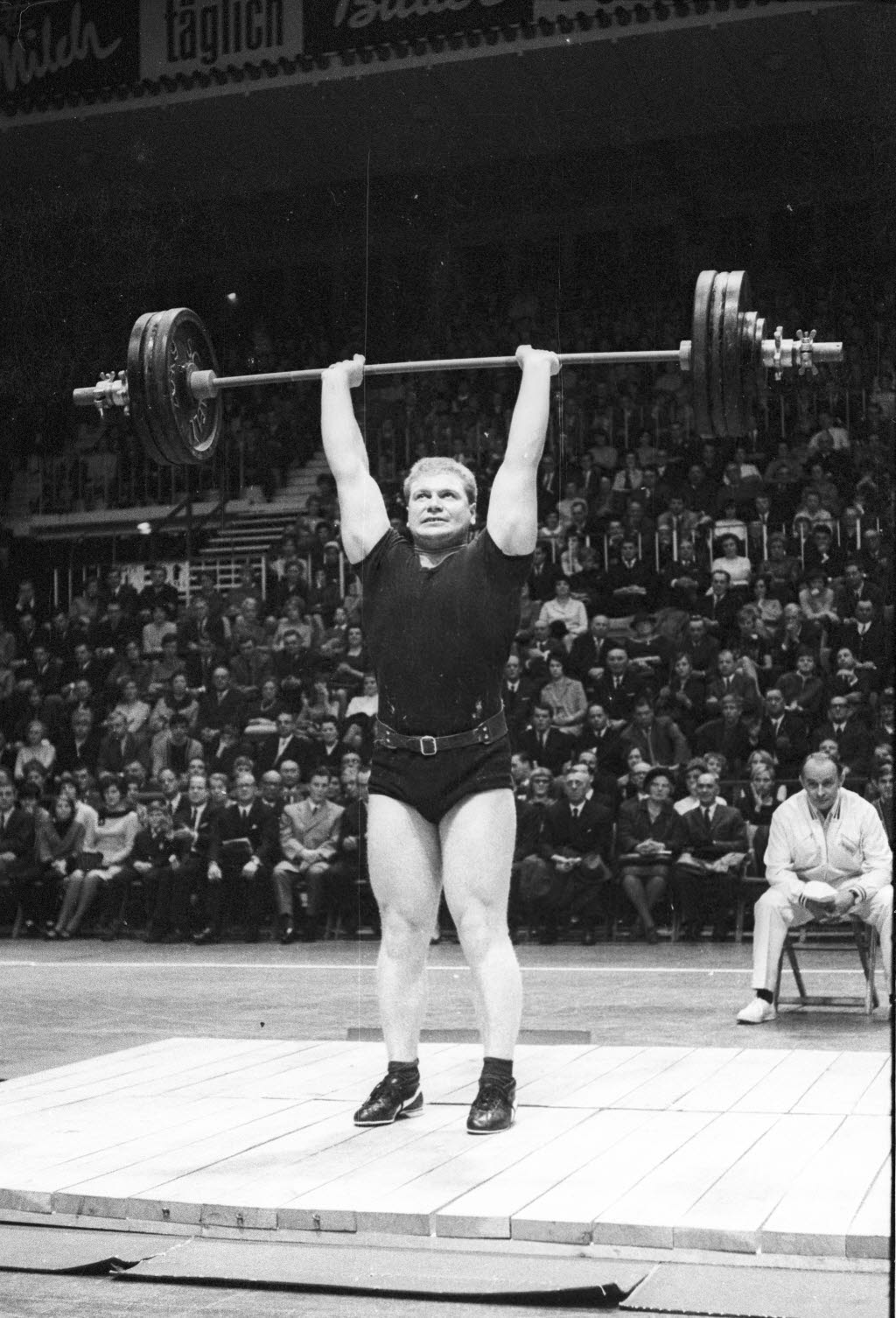
Rudolf Mang (1950–2018)

- Mang, Thomas (* 1952), deutscher Chemiker
- Mang, Toni (* 1949), deutscher Motorradrennfahrer und KinderschauspielerToni Mang (* 1949)

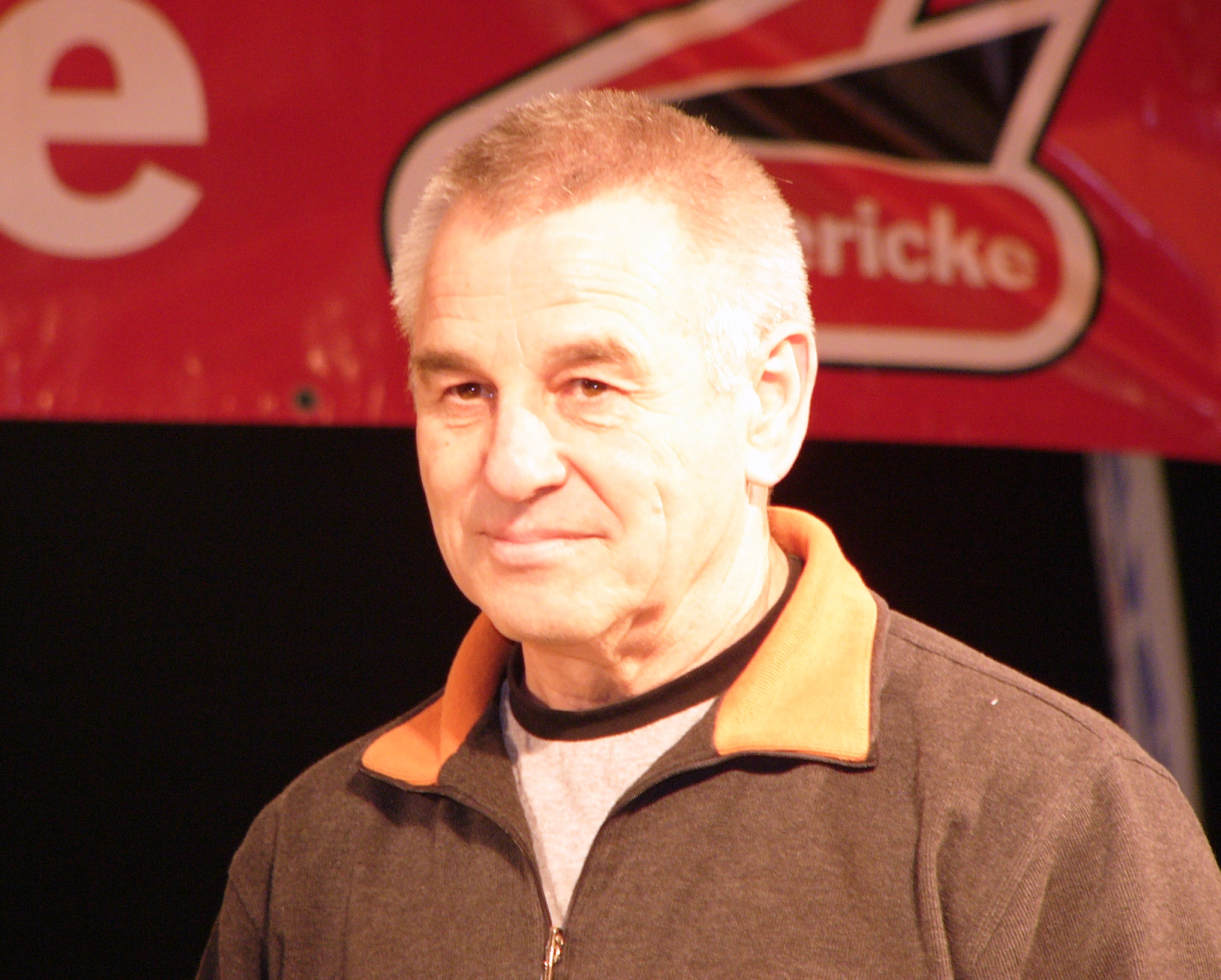
Toni Mang (* 1949)

- Mang, Véronique (* 1984), französische Sprinterin kamerunischer Herkunft
- Mang, Werner (* 1949), deutscher Arzt
- Mang, William (* 1954), österreichischer Schauspieler
- Mang, Wolf Matthias (* 1957), deutscher Unternehmer

### Manga
- Manga Bell, Andrea (1902–1985), deutsche Grafikerin und Journalistin
- Manga Bell, Rudolf (1873–1914), kamerunischer König zur deutschen Kolonialzeit
- Manga, Aurel (* 1992), französischer Leichtathlet
- Manga, Bébé († 2011), kamerunische Sängerin
- Manga, Ben (* 1974), deutscher Fußballspieler, -scout, -trainer und -funktionär
- Manga, Boulama (1940–2019), nigrischer Offizier und Politiker
- Manga, David (* 1989), französisch-zentralafrikanischer Fußballspieler kamerunischer Abstammung
- Manga, Jean Baptiste Valter (* 1972), senegalesischer römisch-katholischer Geistlicher, Bischof von Ziguinchor
- Manga, Mass (* 1995), gambischer Fußballspieler
- Manga-Onguéné, Jean (* 1946), kamerunischer Fußballspieler
- Mangabeira, Dina (1923–2000), brasilianische Dichterin, Lehrerin und Literaturkritikerin
- Mangado i Artigas, Josep Maria (* 1953), katalanischer klassischer Gitarrist und Musikwissenschaftler
- Mangado, Francisco (* 1957), spanischer Architekt
- Mangafic, Denis (* 1989), deutscher Fußballspieler
- Mangakāhia, Meri Te Tai (1868–1920), neuseeländische Suffragette
- Mangakis, Georgios (1922–2011), griechischer Jurist und Politiker
- Mangal, Habib (* 1946), afghanischer Politiker
- Mangal, Mina († 2019), afghanische Journalistin und Mordopfer
- Mangal, Munir (1950–2020), afghanischer General und Politiker
- Mangal, Nowroz (* 1984), afghanischer Cricketspieler und Mannschaftskapitän der afghanischen Nationalmannschaft
- Mangala, Eliaquim (* 1991), französischer Fußballspieler
- Mangala, Orel (* 1998), belgischer FußballspielerOrel Mangala (* 1998)

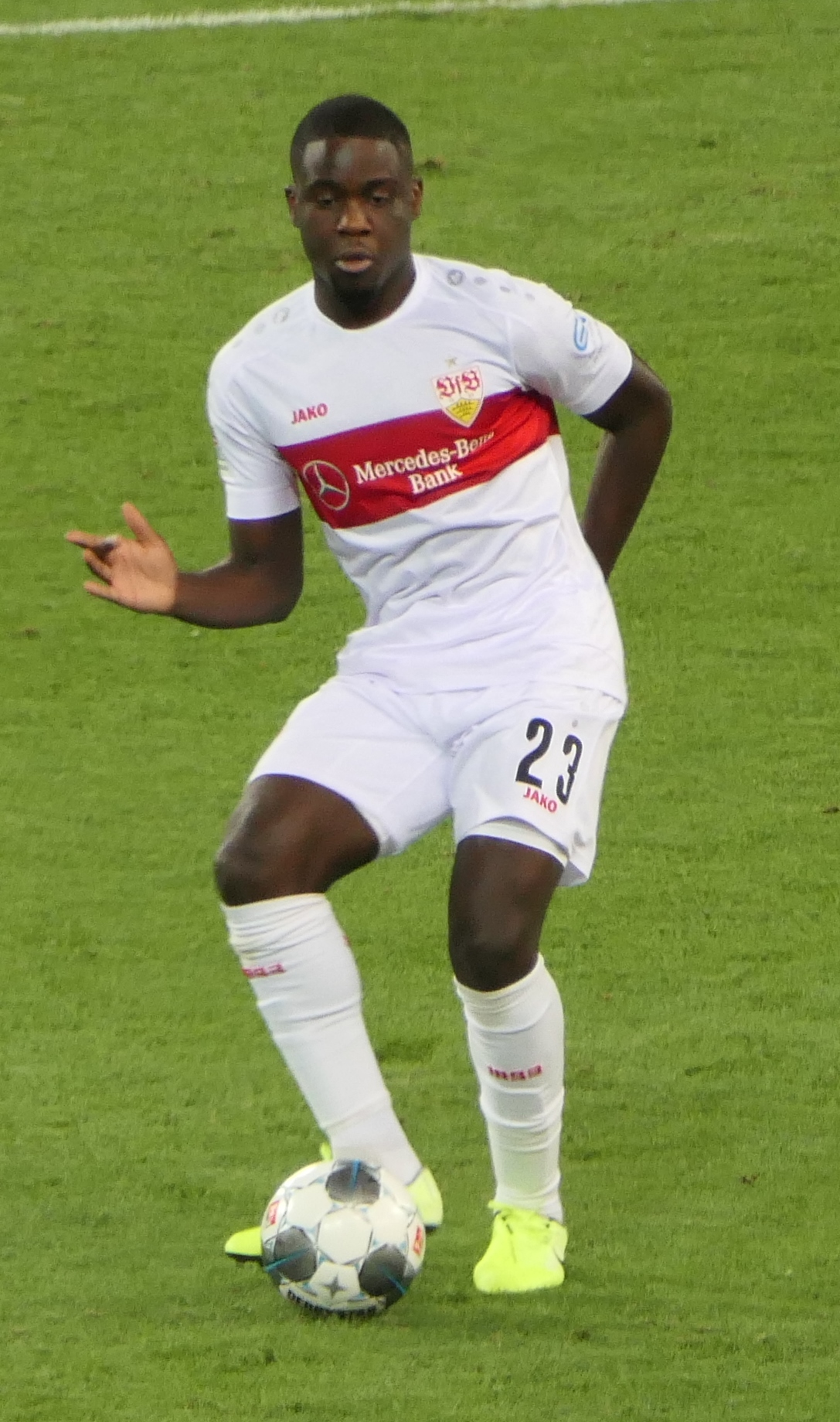
Orel Mangala (* 1998)

- Mangalinao, Jose Elmer Imas (* 1960), philippinischer Geistlicher, römisch-katholischer Bischof von Bayombong
- Mangalwadi, Vishal (* 1949), indischer Philosoph, Buchautor, Referent, Sozialreformer, Politiker und Theologieprofessor
- Mangan, Fiona (* 1996), irische Radrennfahrerin
- Mangan, Gene (1937–2025), irischer Radrennfahrer
- Mangan, James Clarence (1803–1849), irischer Lyriker
- Mangan, Stephen (* 1968), britischer Schauspieler
- Mangan, Tricia (* 1997), US-amerikanische Skirennläuferin
- Mangandza, Severin Nziengui (* 1970), gabunischer römisch-katholischer Ordensgeistlicher, Apostolischer Vikar von Makokou
- Mangane, Kader (* 1983), senegalesischer Fußballspieler
- Manganelli, Giorgio (1922–1990), italienischer Schriftsteller, Essayist, Kritiker, Journalist und Literaturwissenschaftler
- Mangangá, Besouro (1897–1924), Capoeirista
- Mangangu, Bona (* 1961), kongolesischer Schriftsteller und Maler
- Mangani, Lameck, sambischer Politiker
- Mangani, Thomas (* 1987), französischer Fußballspieler
- Manganiello, Joe (* 1976), US-amerikanischer FilmschauspielerJoe Manganiello (* 1976)

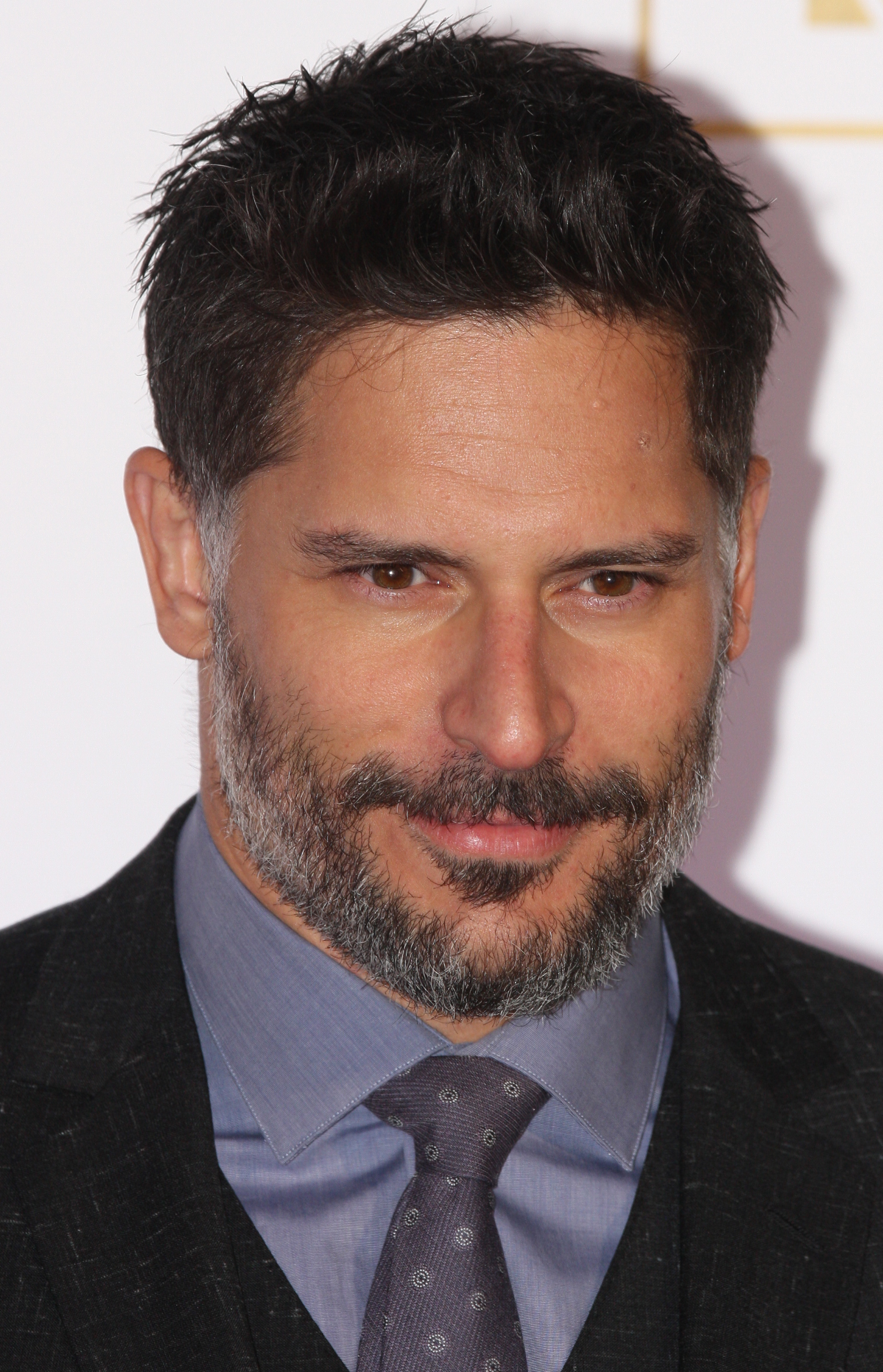
Joe Manganiello (* 1976)

- Manganiello, Raffaele (1900–1944), italienischer Politiker und Sportpolitiker der PNF
- Mangano, Ed (* 1962), US-amerikanischer Politiker, County Executive des Nassau County (2010 bis 2017)
- Mangano, Silvana (1930–1989), italienische Schauspielerin
- Mangano, Venero (1921–2017), US-amerikanischer Mobster
- Mangano, Vincent (1888–1951), US-amerikanischer Mafioso
- Mangano, Vittorio (1940–2000), italienischer Krimineller und Mörder
- Mangaonkar, Mahesh (* 1994), indischer Squashspieler
- Mangas Coloradas (1797–1863), Häuptling der Bedonkohe-Apachen
- Mangas, Ricardo (* 1998), portugiesischer Fußballspieler
- Mangasar, Edward (* 1978), iranischer Sprinter
- Mangasarian, M. M. (1859–1943), armenisch-US-amerikanischer Philosoph
- Mangasarian, Olvi (1934–2020), US-amerikanischer Mathematiker und Informatiker
- Mangashti, Amiri (1936–2021), iranischer Gewichtheber
- Mangat, Faiz (* 1980), deutscher PopsängerFaiz Mangat (* 1980)

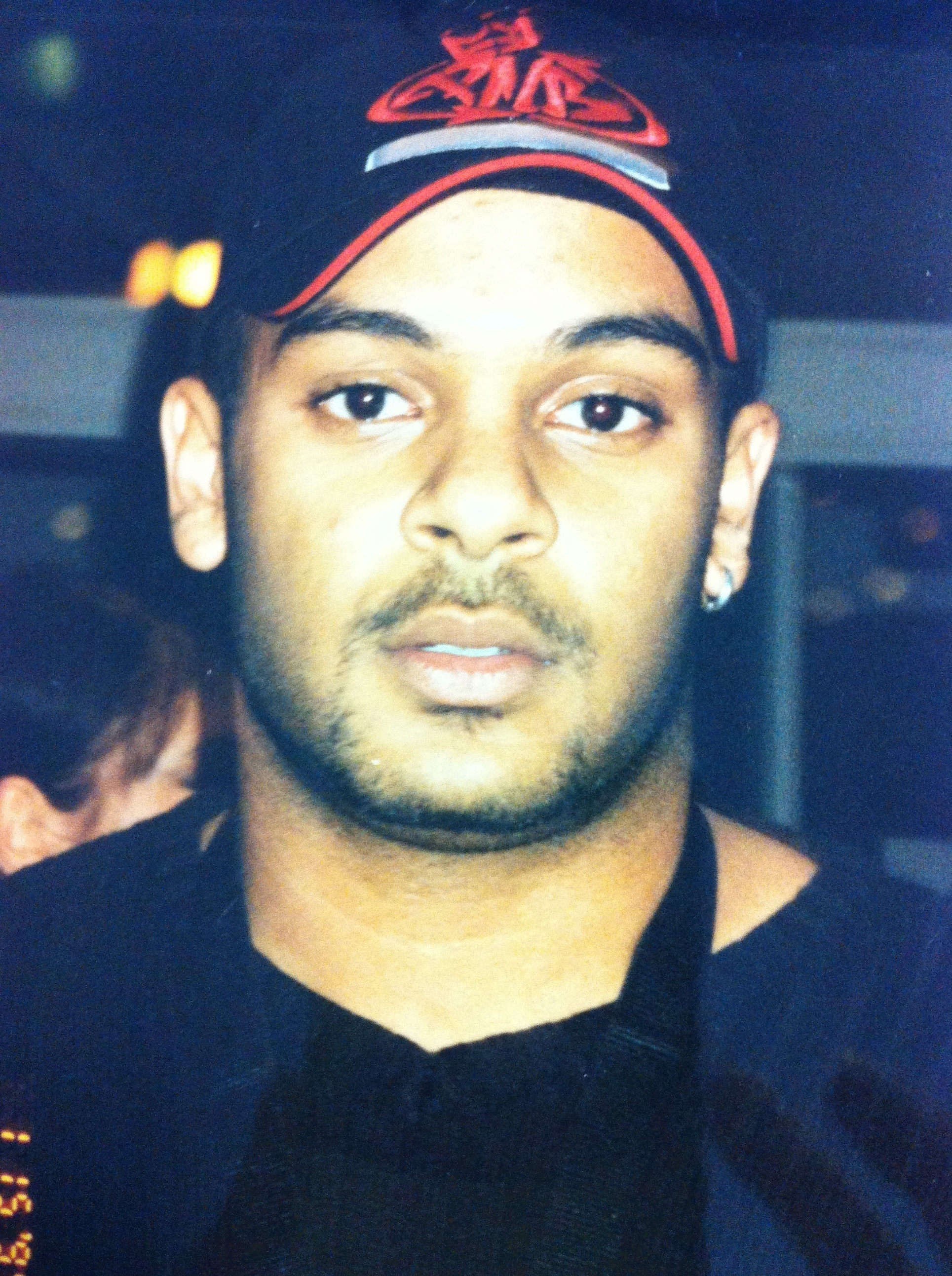
Faiz Mangat (* 1980)

- Mangaze, Esperança (* 1965), mosambikanische Unternehmerin

### Mange
- Mange, Franz († 1846), Schweizer Textilkaufmann
- Mangeat, Vincent (1941–2025), Schweizer Architekt
- Mängel, Ants (* 1987), estnischer Badmintonspieler
- Mangel, Ernst Michael (1800–1887), Musiker, Komponist, Philhellene und Organisator der Militärmusik im Königreich Griechenland
- Mangel, Laurent (* 1981), französischer Radrennfahrer
- Mängel, Siegfried (* 1937), deutscher Bauingenieur und Hochschullehrer
- Mangelos (1921–1987), kroatischer Künstler, Kurator und Kunstkritiker
- Mangels, Andy (* 1966), US-amerikanischer Science-Fiction-Autor
- Mangels, Wilhelm (1928–1983), deutscher Kommunalpolitiker (CDU)
- Mangelsdorf, David J. (1958–2025), US-amerikanischer Pharmakologe
- Mangelsdorf, Frank (* 1957), deutscher Journalist, Autor und Herausgeber
- Mangelsdorf, Günter (1947–2008), deutscher Prähistoriker, Mittelalterarchäologe und Hochschullehrer
- Mangelsdorf, Judith (* 1984), Psychologin und Hochschullehrerin
- Mangelsdorf, Karl Ehregott Andreas (1748–1802), deutscher Pädagoge, Rhetoriker und Historiker
- Mangelsdorff, Albert (1928–2005), deutscher Jazzmusiker (Posaune, Quintett, hr-Jazzensemble)Albert Mangelsdorff (1928–2005)

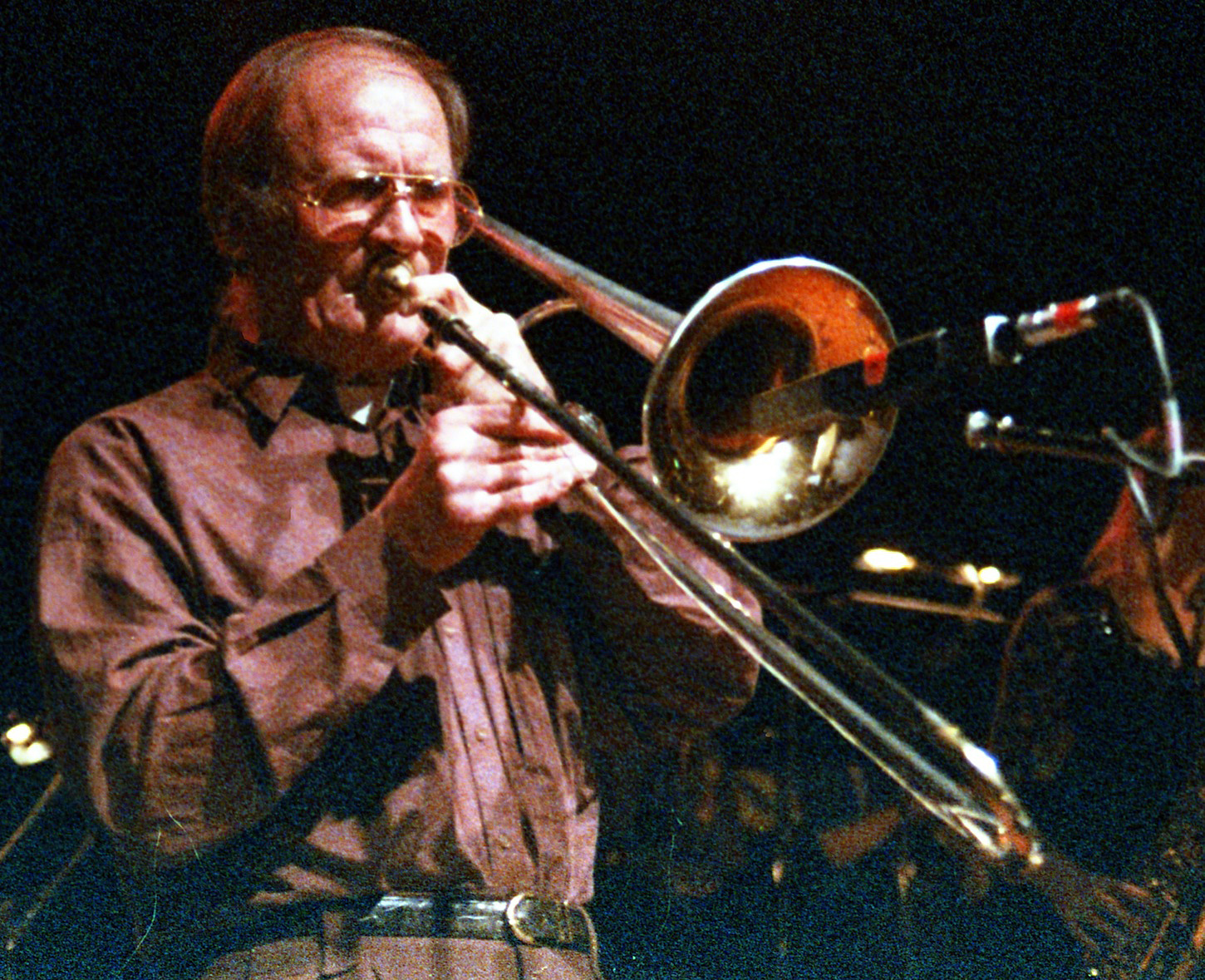
Albert Mangelsdorff (1928–2005)

- Mangelsdorff, Emil (1925–2022), deutscher Jazzmusiker (Saxophon, Flöte)
- Mangelsdorff, Lilo (* 1951), deutsche Regisseurin, Filmautorin und Produzentin
- Mangelsdorff, Simone (1931–1973), deutsche Opernsängerin (Sopran)
- Mangen, Christian (* 1972), deutscher Rechtsanwalt und Politiker (FDP), MdLChristian Mangen (* 1972)

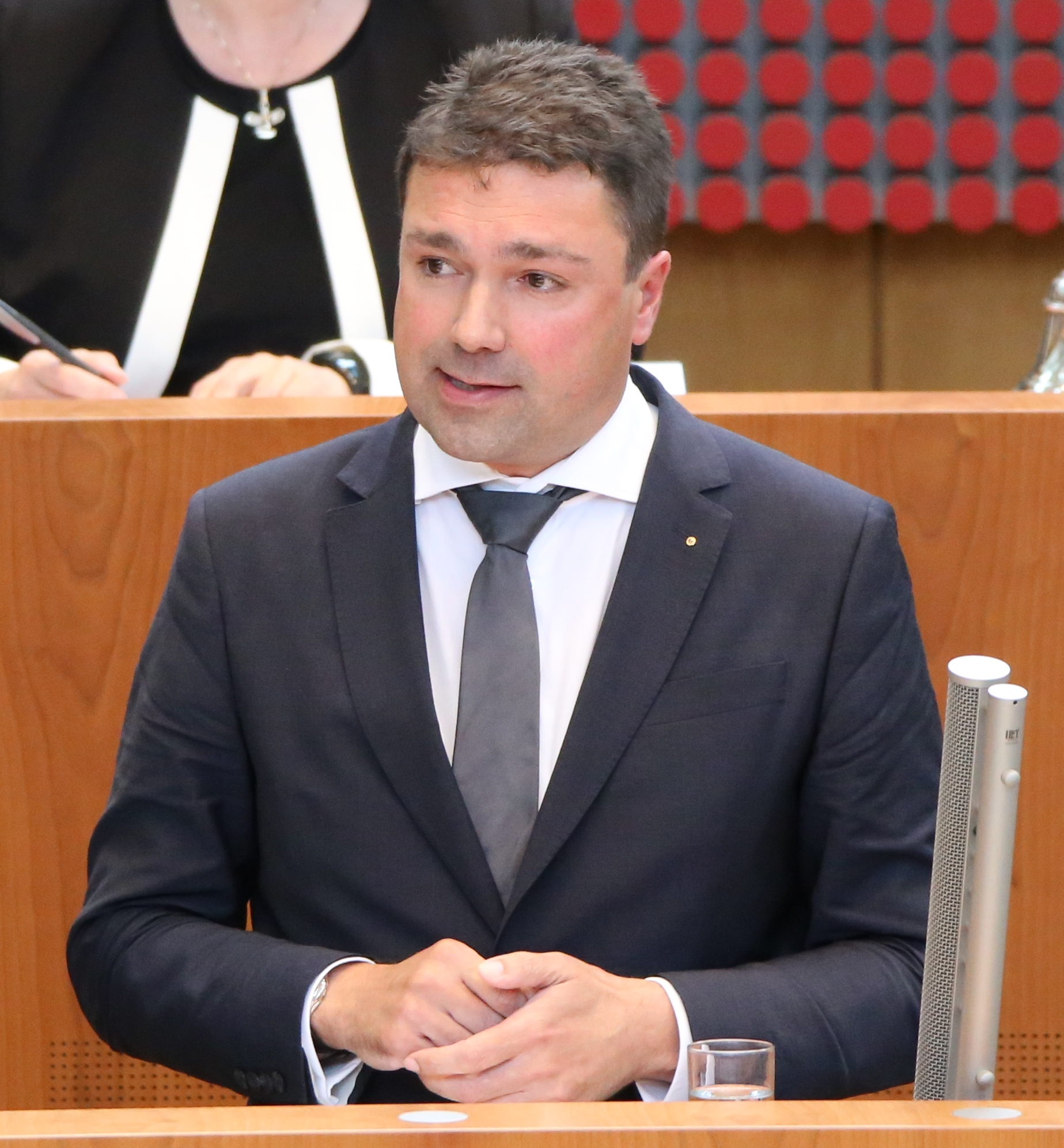
Christian Mangen (* 1972)

- Mangen, Gilles (* 1989), luxemburgischer Eishockeytorwart
- Mangena, Mosibudi (* 1947), südafrikanischer Politiker und ehemaliger Minister für Wissenschaft und Technologie von Südafrika
- Mangeot, Auguste (1873–1942), französischer Musikkritiker und Pianist
- Manger, Emil von (1824–1902), deutscher Architekt, Diözesanbaumeister des Bistums Münster
- Manger, Hans-J. (* 1940), deutscher Brauwissenschaftler und -historiker
- Manger, Hans-Rudolf (1908–1993), deutscher Industriekaufmann und Familienforscher
- Manger, Heinrich Carl Johann (* 1833), deutscher Bildhauer
- Manger, Heinrich Ludwig (1728–1790), deutscher Architekt und Pomologe, preußischer Baubeamter
- Manger, Heinz (1897–1977), deutscher Polizist und SS-Oberführer, zuletzt Polizeipräsident in Münster
- Manger, Itzik (1901–1969), jiddischsprachiger Schriftsteller
- Manger, Jacob Josef (1894–1964), Düsseldorfer Gastronom, Schiedsrichter und Fußballfunktionär
- Manger, Johann Gottfried von (1748–1823), Prediger und Bürgermeister
- Manger, Josef (1913–1991), deutscher Gewichtheber
- Manger, Josef Wilhelm (1929–2016), deutscher Akustik-Entwickler und Unternehmer
- Manger, Julia (* 1988), deutsche Fußballspielerin
- Manger, Julius (1802–1874), deutscher Architekt und Hochschullehrer
- Manger, Jürgen von (1923–1994), deutscher Schauspieler, politischer Kabarettist und KomikerJürgen von Manger (1923–1994)

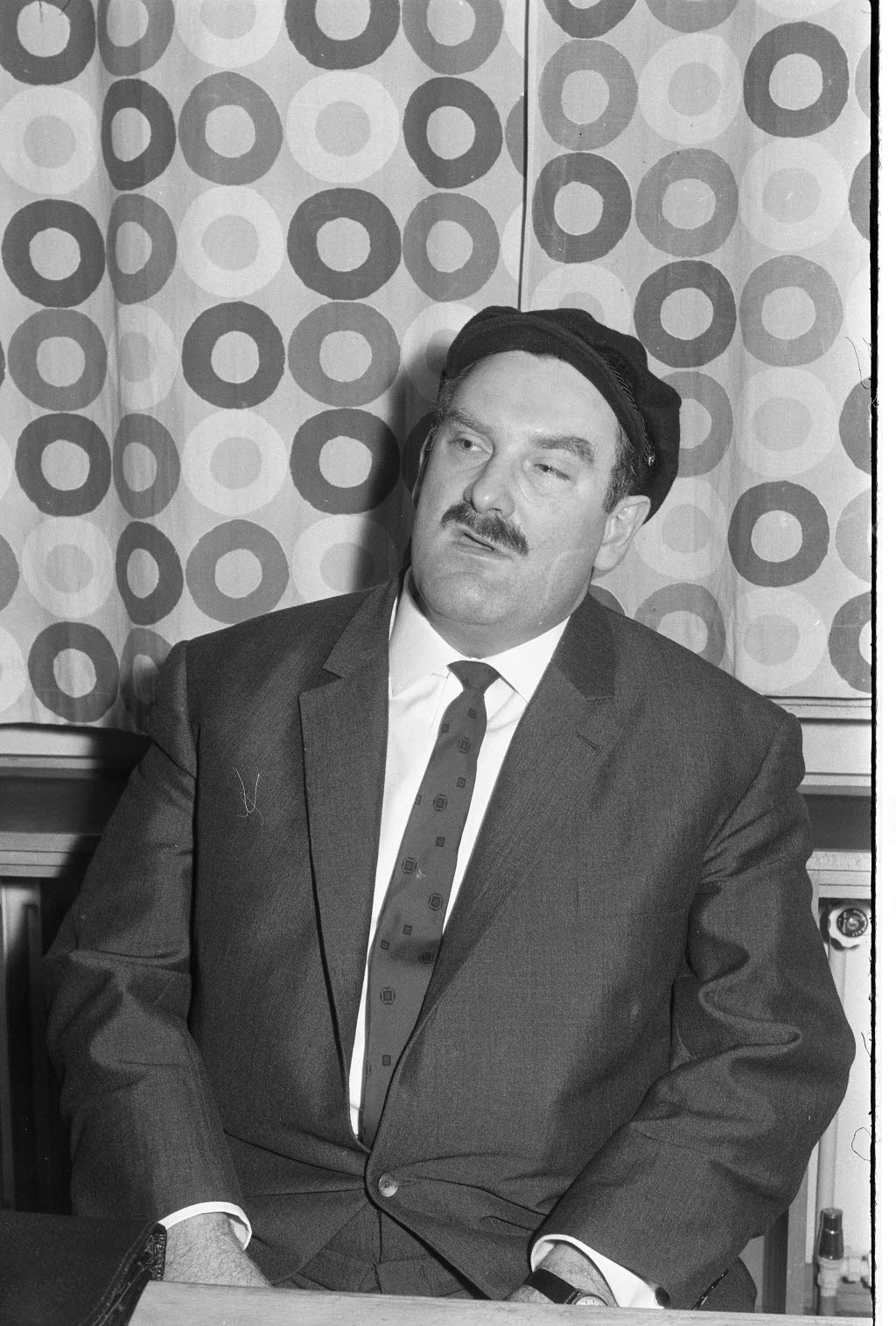
Jürgen von Manger (1923–1994)

- Manger, Klaus (* 1944), deutscher Germanist
- Manger, Werner (* 1904), deutscher Ingenieur
- Manger, William L., Tontechniker
- Manger-Koenig, Ludwig von (1919–1983), deutscher Sozialhygieniker und Politiker (SPD)
- Mangers, Jacob (1889–1972), luxemburgischer Geistlicher, Oberhirte der katholischen Kirche in Norwegen (1932–1954)
- Mangertseder, Sofie (* 1996), deutsche Radsportlerin
- Mangès, Johann (1836–1918), französisch-deutscher katholischer Geistlicher und Politiker, MdR
- Mangeshkar, Lata (1929–2022), indische Sängerin
- Manget, Jean-Jacques (1652–1742), Schweizer Arzt und Herausgeber

### Mangg
- Mangge, Harald (* 1961), österreichischer Arzt und Universitätsprofessor

### Mangh
- Mangham, James Harold (1906–1974), US-amerikanischer Pilot, Konstrukteur von Rekordmotorrädern
- Manghenoni, Giuseppe, italienischer Komponist und Opernsänger (Tenor)
- Manghini, Victoriano, uruguayischer Fußballspieler

### Mangi
- Mangi Meli (1866–1900), Anführer des Volkes der Chagga
- Mangiacapre, Lina (1946–2002), italienische Künstlerin
- Mangiacapre, Vincenzo (* 1989), italienischer Boxer
- Mangiameli, Stelio (* 1954), italienischer Rechtswissenschaftler
- Mangiante, Giovanni (1893–1967), italienischer Turner
- Mangiante, Lorenzo (1891–1936), italienischer Turner
- Mangiapane, Andrew (* 1996), kanadischer Eishockeyspieler
- Mangiapane, Matthias (* 1983), deutscher Reality-TV-Teilnehmer und Inhaber eines ReisebürosMatthias Mangiapane (* 1983)

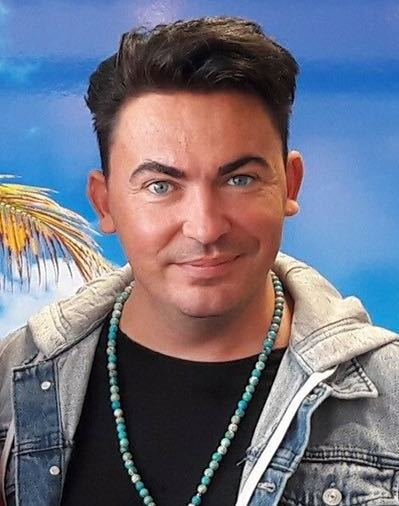
Matthias Mangiapane (* 1983)

- Mangiapane, Sherwood (1912–1992), US-amerikanischer Jazzmusiker (Bass, Gesang, Tuba)
- Mangiardi, Robert, US-amerikanischer Schauspieler
- Mangiarotti, Angelo (1921–2012), italienischer Industriedesigner und Architekt
- Mangiarotti, Dario (1915–2010), italienischer Fechter
- Mangiarotti, Edoardo (1919–2012), italienischer Fechter und Olympiasieger
- Mangiarratti, Alessandro (* 1978), schweizerisch-italienischer Fussballspieler
- Mangin, Charles (1866–1925), französischer General im Ersten Weltkrieg
- Mangin, Clément Cyriaque de (1570–1642), französischer Mathematiker
- Mangin, François Ignace (1742–1809), französischer Architekt
- Mangin, Serge (* 1947), französischer Bildhauer in München
- Mangini, Angelo (1905–1988), italienischer Chemiker
- Mangini, Cecilia (1927–2021), italienische Dokumentarfilmregisseurin, Drehbuchautorin und Fotografin
- Mangini, Gino (1921–1991), italienischer Drehbuchautor und Filmregisseur
- Mangini, Mark A. (* 1976), US-amerikanischer Tontechniker
- Mangini, Mike (* 1963), US-amerikanischer Schlagzeuger, Mitglied der Progressive-Metal-Band Dream Theater
- Mangini, Rio (* 2002), US-amerikanischer Schauspieler, Pianist und Synchronsprecher
- Mangion, Charles (* 1952), maltesischer Politiker
- Mangion, William (* 1958), maltesischer Sänger
- Mangione, Alice (* 1997), italienische Sprinterin
- Mangione, Chuck (1940–2025), US-amerikanischer Flügelhornist und KomponistChuck Mangione (1940–2025)

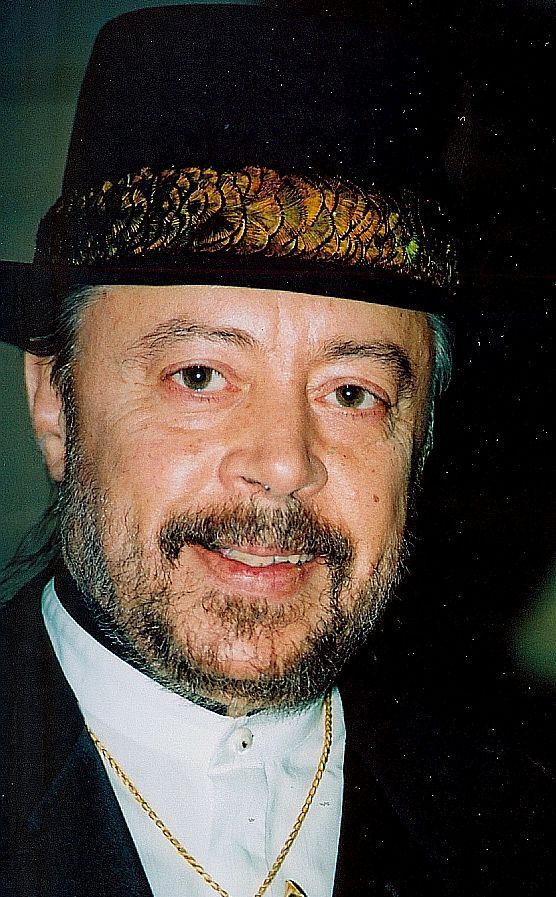
Chuck Mangione (1940–2025)

- Mangione, Luigi (* 1998), amerikanischer Verdächtiger der Ermordung des CEO von UnitedHealthcare, Brian Thompson
- Mangione, Sarah (* 1990), deutsch-italienische Fernsehmoderatorin und Schauspielerin

### Mangk
- Mangkalakiri, Mesinee (* 1983), US-amerikanische Badmintonspielerin
- Mangkhanekhoun, Louis-Marie Ling (* 1944), laotischer Bischof, Apostolischer Vikar von Vientiane und Kardinal
- Mangkualam, Asnawi (* 1999), indonesischer Fußballspieler

### Mangl
- Manglano-Ovalle, Iñigo (* 1961), spanisch-US-amerikanischer bildender Künstler
- Manglapus, Raul (1918–1999), philippinischer Politiker
- Manglard, Adrien, französischer Marinemaler
- Manglard, Daniel-Victor (1792–1849), französischer römisch-katholischer Geistlicher und Bischof von Saint-Dié
- Mangler, Mandy (* 1977), deutsche Medizinerin, Chefärztin der Klinik für Gynäkologie und GeburtshilfeMandy Mangler (* 1977)

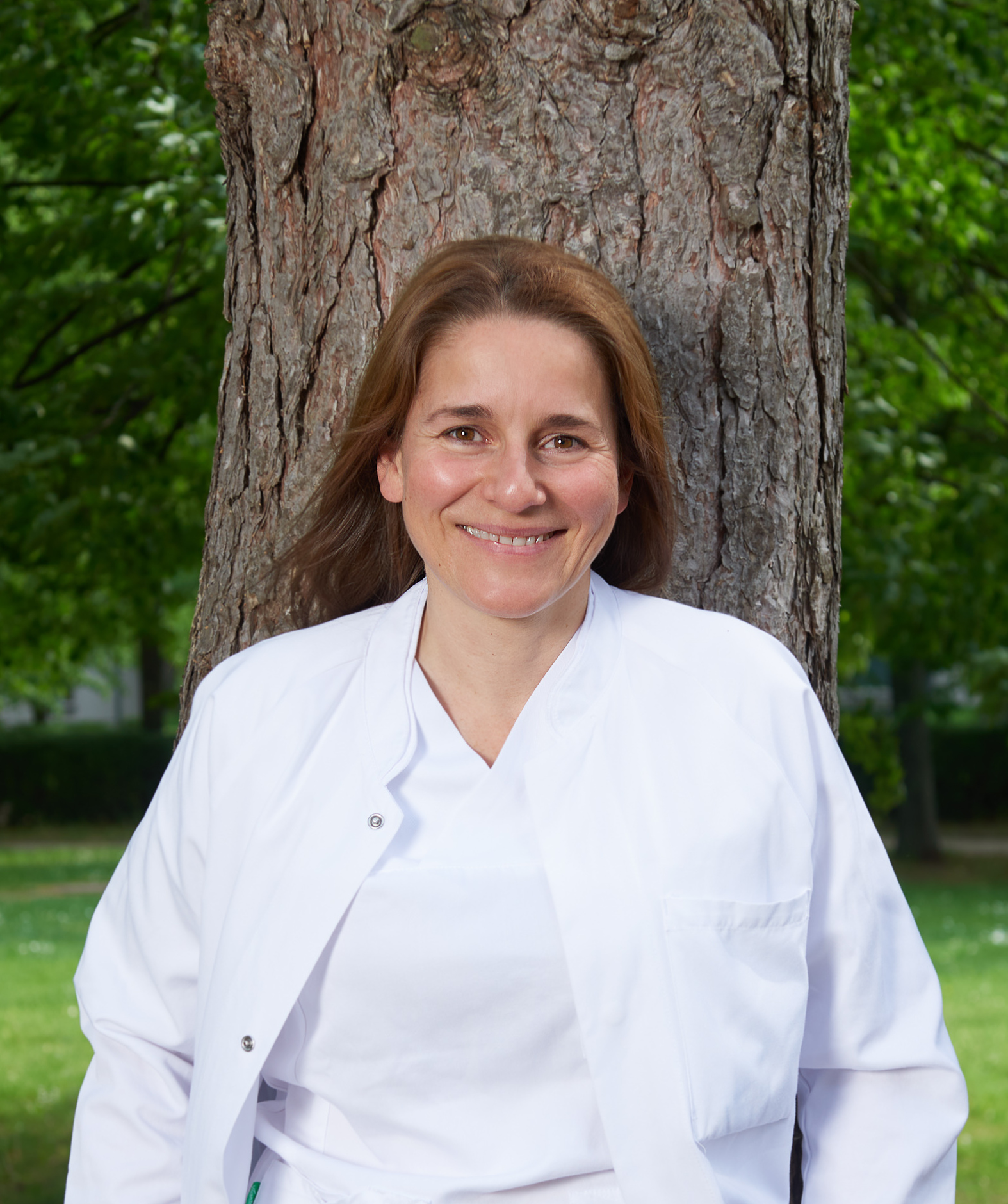
Mandy Mangler (* 1977)

- Mangler, Otto (1871–1952), deutscher Politiker
- Mangler, Sigfrid (1902–1941), deutscher Jurist und Parteifunktionär (NSDAP)
- Manglind, Issa (* 1971), schwedischer Fußballspieler
- Manglitz, Manfred (* 1940), deutscher Fußballtorhüter
- Mangliwan, Jerrold Pete, philippinischer Rennrollstuhlfahrer
- Manglkammer, Friedrich (1878–1957), deutscher Verwaltungsjurist und Senatspräsident am Oberlandesgericht München
- Manglona, Ramona Villagomez (* 1967), Bundesrichterin des District Court for the Northern Mariana Islands

### Mangn
- Mangnall, Ernest (1864–1932), englischer Fußballtrainer
- Mangner, Clemens Julius (1885–1961), deutscher Architekt

### Mango
- Mango (1954–2014), italienischer Cantautore (Liederdichter)
- Mango Hans († 1780), estnischer Prediger, Literat und theologischer Übersetzer
- Mango, Alec (1911–1989), britischer Schauspieler in Film, Fernsehen und Theater
- Mango, Andrew (1926–2014), britischer Historiker und Schriftsteller
- Mango, Angelina (* 2001), italienische PopsängerinAngelina Mango (* 2001)

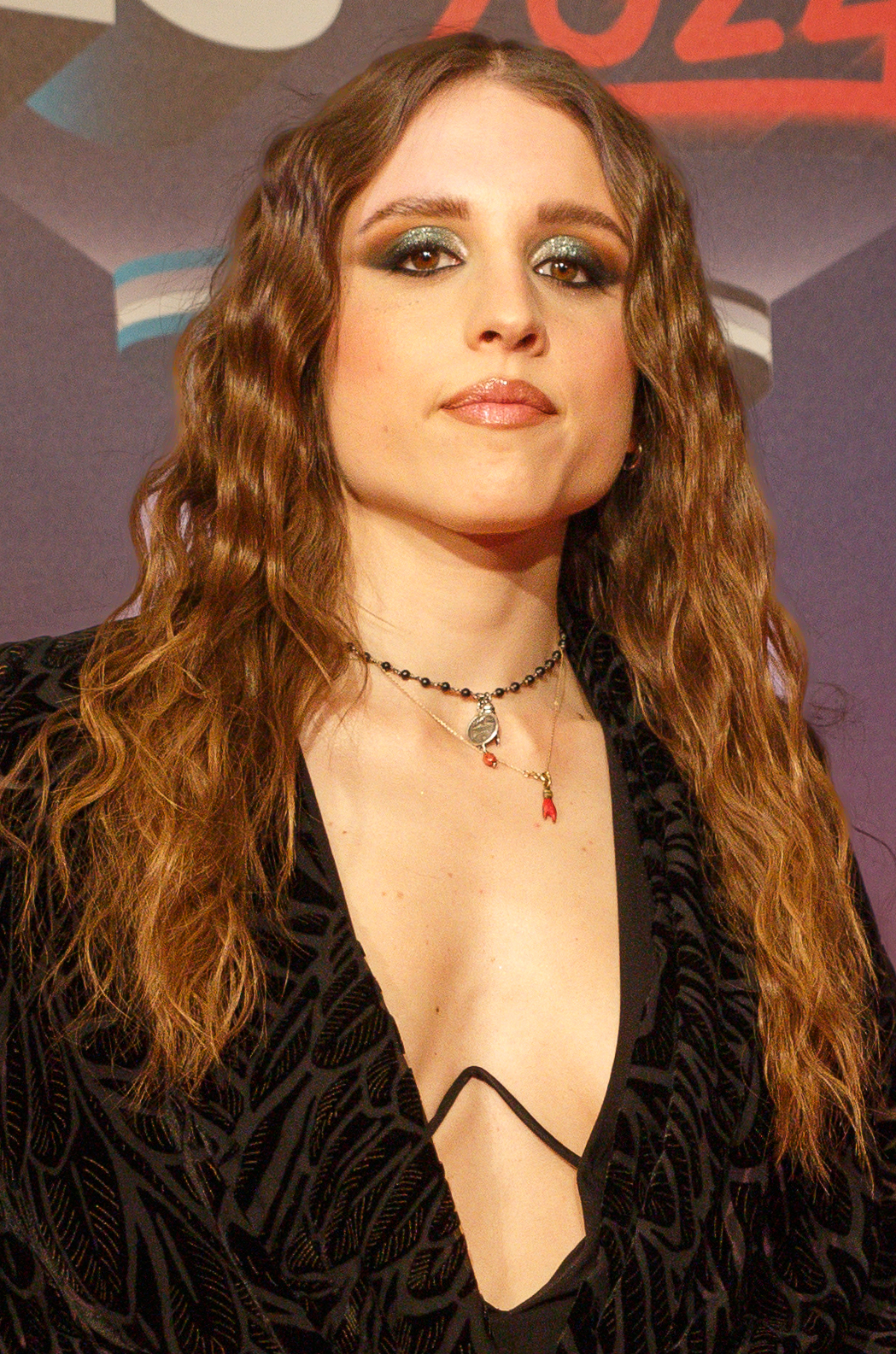
Angelina Mango (* 2001)

- Mango, Cyril (1928–2021), britischer Byzantinist
- Mango, Elena (* 1967), Schweizer Klassische Archäologin
- Mango, Fred (* 1973), französischer Sprinter
- Mango, Girolamo (1740–1809), italienischer Opernkomponist
- Mango, Senah (* 1991), togoischer Fußballspieler
- Mangoaela, Zakea Dolphin (1883–1963), südafrikanisch-lesothischer Autor und Volkskundler
- Mangold von Berg († 1215), Abt mehrerer Klöster und Bischof von Passau
- Mangold von Brandis († 1385), Bischof von Konstanz
- Mangold von Veringen († 1295), Abt des Klosters Reichenau (1294–1295)
- Mangold, Aenne (1900–1977), deutsche Caritasschwester
- Mangold, André (* 1989), deutscher Eishockeyspieler
- Mangold, Andrej (* 1987), deutscher BasketballspielerAndrej Mangold (* 1987)

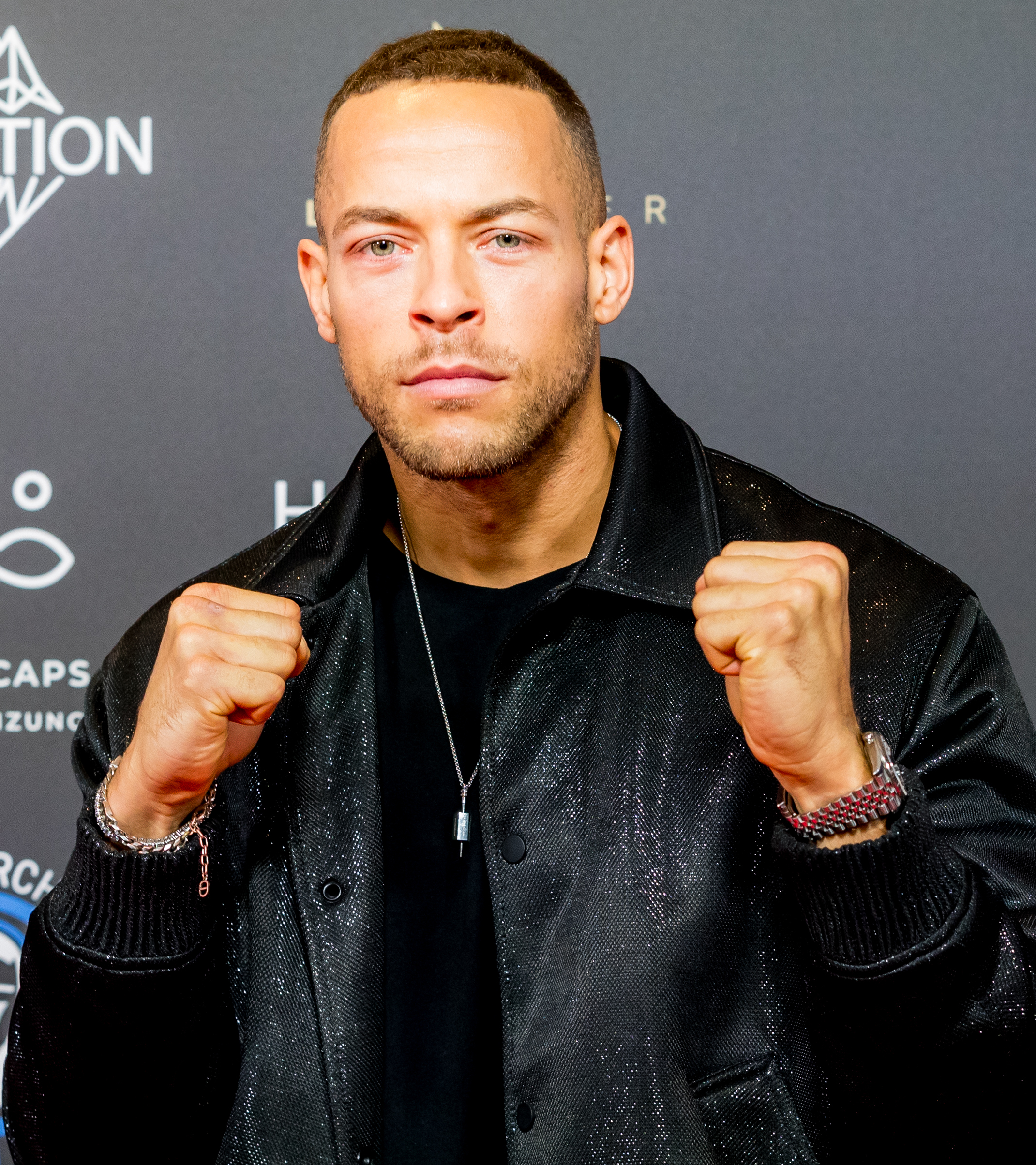
Andrej Mangold (* 1987)

- Mangold, Anita (* 1989), deutsche Sportschützin
- Mangold, Anna Katharina (* 1977), deutsche Rechtswissenschaftlerin
- Mangold, Anton (* 1991), deutscher Harfenist und Jazz- und Fusionmusiker (Saxophon, Komposition)
- Mangold, Bernhard (1852–1924), deutscher Gymnasiallehrer und Altphilologe
- Mangold, Burkhard (1873–1950), Schweizer Plakatgestalter, Maler, Grafiker und Glasmaler
- Mangold, Carl Amand (1813–1889), deutscher Dirigent und Komponist
- Mangold, Charlotte (1794–1876), deutsche Sängerin und Gesangslehrerin
- Mangold, Christoph (1939–2014), Schweizer Journalist und Schriftsteller
- Mangold, Christoph Andreas (1719–1767), deutscher Gelehrter, Mediziner und Chemiker
- Mangold, Emil (1867–1945), deutscher Politiker und Oberbürgermeister von Saarbrücken
- Mangold, Erni (* 1927), österreichische SchauspielerinErni Mangold (* 1927)

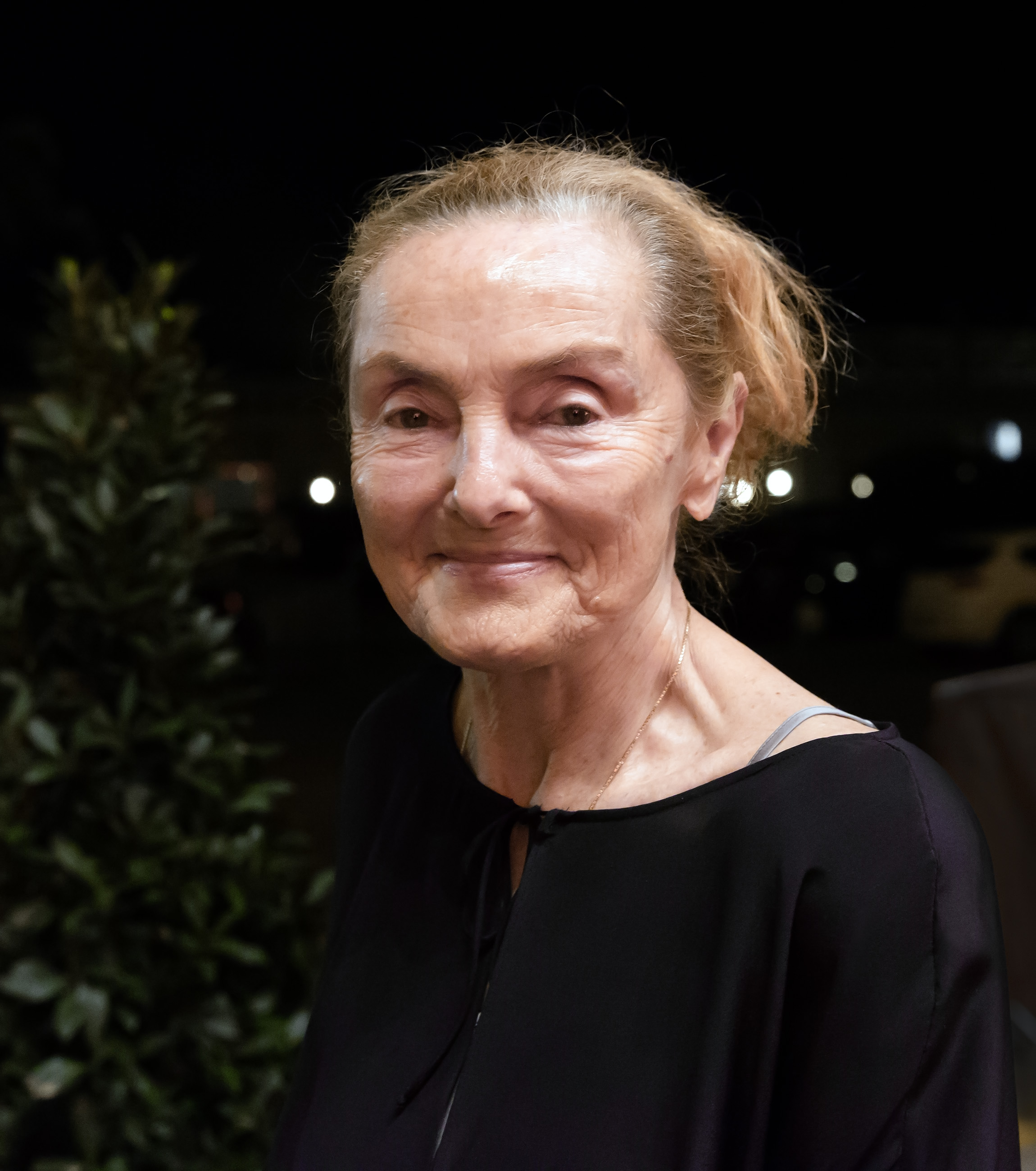
Erni Mangold (* 1927)

- Mangold, Ernst (1879–1961), deutscher Arzt, Physiologe und Ernährungsforscher
- Mangold, Fritz (1871–1944), Schweizer Wirtschaftshistoriker und Politiker
- Mangold, Gerard Adolf (1858–1941), niederländischer Landschaftsmaler
- Mangold, Guido (* 1934), deutscher Fotograf
- Mangold, Hans (1939–1997), deutscher Radsportler
- Mangold, Hans (* 1952), deutscher Arzt und Politiker (ödp)
- Mangold, Hans-Dieter (* 1962), deutscher Fußballspieler
- Mangold, Hans-Joachim (* 1909), deutscher Botschafter
- Mangold, Hartmut (* 1956), deutscher politischer Beamter (SPD)
- Mangold, Hilde (1898–1924), deutsche Entwicklungsbiologin
- Mangold, Ijoma (* 1971), deutscher Literaturkritiker
- Mangold, James (* 1963), US-amerikanischer Regisseur und Drehbuchautor
- Mangold, Johann Daniel (1799–1866), Großherzoglich-hessischer Hofrat und Vermögensverwalter
- Mangold, Johanna (* 1985), deutsche Operndramaturgin
- Mangold, Josef (1884–1937), deutscher Maler der Neuen Sachlichkeit
- Mangold, Joseph (1716–1787), Jesuit, katholischer Theologe und Philosoph
- Mangold, Just Heinrich († 1742), deutscher Mediziner und Physiker
- Mangold, Klaus (* 1943), deutscher ManagerKlaus Mangold (* 1943)

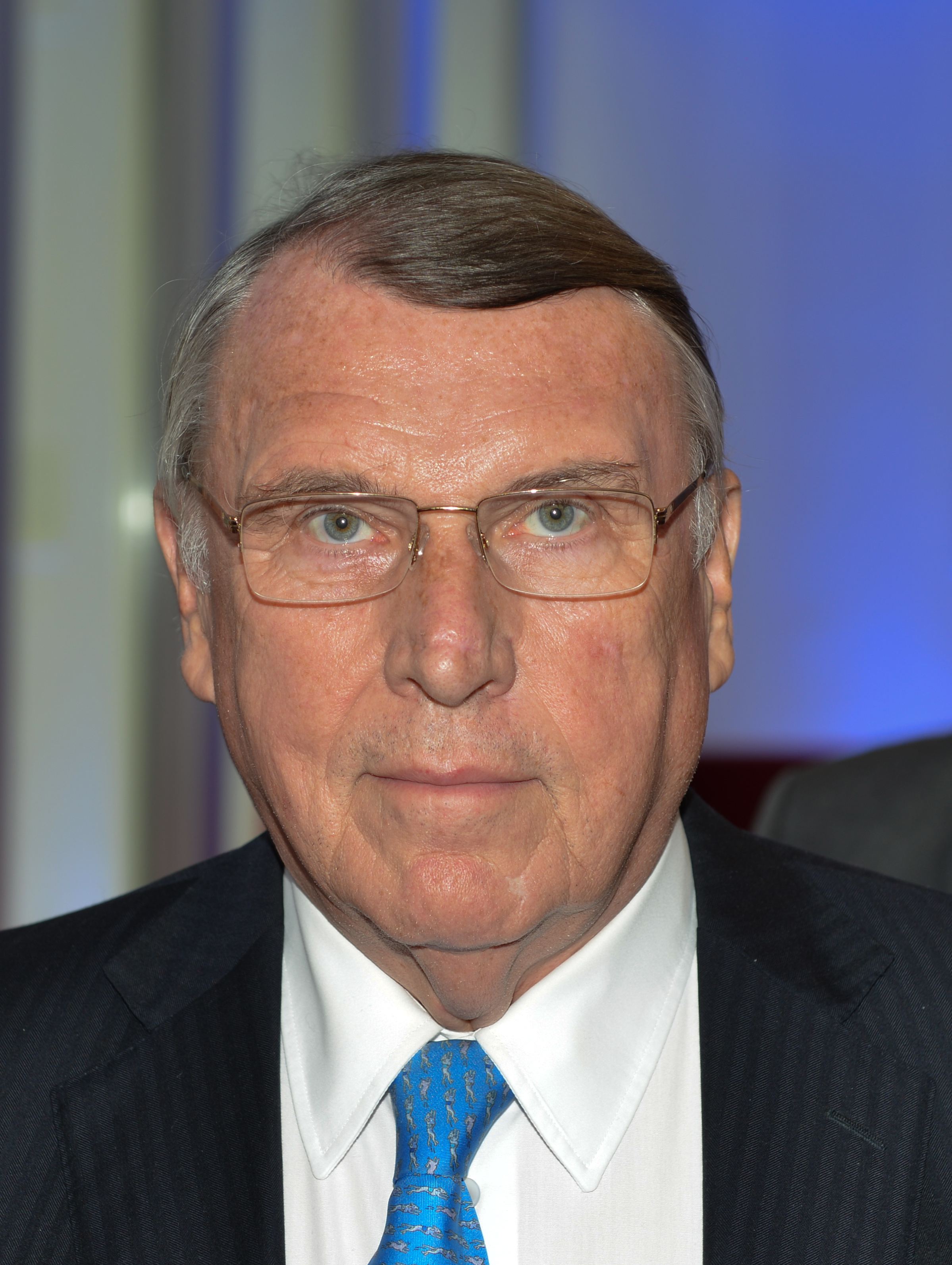
Klaus Mangold (* 1943)

- Mangold, Lisi (1950–1986), Schweizer Schauspielerin
- Mangold, Marie Cecilia (1872–1934), US-amerikanische Mathematikerin und Hochschullehrerin
- Mangold, Matthias F. (* 1962), deutscher kulinarischer Journalist, Kochbuchautor, Weintester und Betreiber einer Koch- und Weinschule
- Mangold, Max (1922–2015), deutscher Phonetiker, Phonologe und Linguist
- Mangold, Maximus (1722–1797), Jesuit, katholischer Theologe und Philosoph
- Mangold, Michael (1889–1968), österreichischer Politiker (CSP/ÖVP), Bäckermeister und Gastwirt
- Mangold, Mike (1955–2015), US-amerikanischer Kunstflugpilot
- Mangold, Nick (* 1984), US-amerikanischer American-Football-Spieler
- Mangold, Nikolaus (* 1950), deutscher Eishockeyspieler
- Mangold, Otto (1891–1962), deutscher Zoologe
- Mangold, Peter (* 1947), britischer Historiker und Journalist
- Mangold, Petrus (1686–1758), schweizerisch-deutscher Mediziner und Jurist, Assessor der Med. Fak. Basel, Mitglied der Leopoldina
- Mangold, Petrus (1889–1942), römisch-katholischer Priester, Franziskaner, entschiedener Kritiker des Nationalsozialismus, Märtyrer der katholischen Kirche
- Mangold, Robert (* 1937), US-amerikanischer MalerRobert Mangold (* 1937)

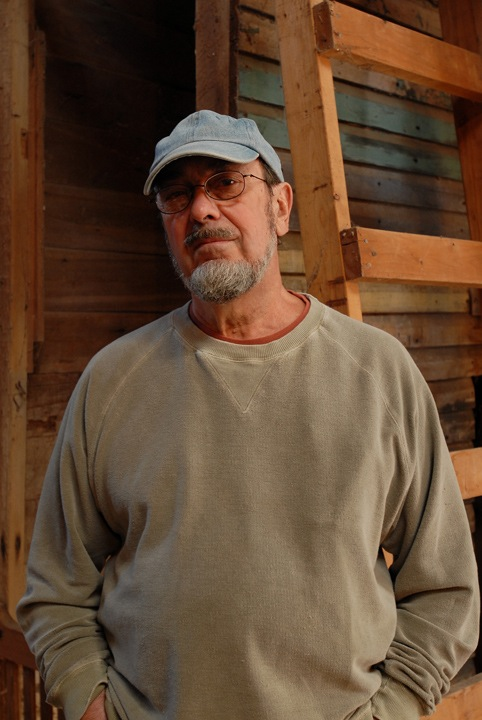
Robert Mangold (* 1937)

- Mangold, Rudolf (* 1882), deutscher Verwaltungsbeamter
- Mangold, Sabine (* 1957), deutsche Übersetzerin japanischer Literatur
- Mangold, Thomas (* 1965), deutscher Musiker
- Mangold, Urban (* 1963), deutscher Politiker (ÖDP) und bayerischer Parteifunktionär
- Mangold, Urs (* 1954), Schweizer Ländlermusikant, Komponist und Kapellmeister
- Mangold, Wendelin (* 1940), russlanddeutscher Germanist und Schriftsteller
- Mangold, Werner (1927–2020), deutscher Soziologe
- Mangold, Werner (* 1934), deutscher Fußballspieler
- Mangold, Wilhelm (1796–1875), deutscher Geiger und Komponist
- Mangold, Wilhelm (1825–1890), deutscher evangelischer Theologe
- Mangold, Wolfgang (1931–2023), deutscher Allgemeinarzt, ärztlicher Standespolitiker und Hochschullehrer
- Mangold-Wegner, Sigrid (* 1950), deutsche Politikerin (SPD), MdL
- Mangold-Will, Sabine (* 1972), deutsche Historikerin
- Mangold-Wirz, Katharina (1922–2003), Schweizer Biologin
- Mangoldt, Franz Joseph (1695–1761), deutscher Bildhauer
- Mangoldt, Georg Christoph von (1717–1796), kursächsischer Kreishauptmann
- Mangoldt, Georg Friedrich von (1649–1718), Oberforstmeister und Hammerherr
- Mangoldt, Hans Georg von (1840–1899), sächsischer Generalmajor
- Mangoldt, Hans von (1824–1868), deutscher Staatswissenschaftler und Wirtschaftswissenschaftler
- Mangoldt, Hans von (1854–1925), deutscher Mathematiker
- Mangoldt, Hans von (* 1940), deutscher Verfassungsrechtler
- Mangoldt, Hermann von (1895–1953), deutscher Staatswissenschaftler und Politiker (CDU), MdL
- Mangoldt, Karl von (1868–1945), deutscher Wohnungsreformer
- Mangoldt, Louise Henriette von (1823–1865), deutsche Pädagogin
- Mangoldt, Renate von (* 1940), deutsche Fotografin
- Mangoldt, Rose von (1877–1967), deutsche Volkswirtschaftlerin, Autorin, Journalistin, Frauenrechtlerin und Sozialreformerin
- Mangoldt-Gaudlitz, Hans von (1869–1936), sächsischer Brigadekommandeur und Privatdozent
- Mangoldt-Reiboldt, Hans Karl von (1896–1971), deutscher Jurist und Industrie-Manager, Botschafter der Bundesrepublik Deutschland bei der OEEC (1948–1951)
- Mangoldt-Reiboldt, Ursula von (1904–1987), deutsche Schriftstellerin, Übersetzerin und Verlegerin
- Mangolt, Gregor (* 1498), deutscher Chronist
- Mangon, Hervé (1828–1888), französischer Politiker und Ingenieur
- Mangon, Johannes († 1578), franko-flämischer Komponist und Kapellmeister der Renaissance
- Mangope, Lucas (1923–2018), südafrikanischer Häuptling und Politiker
- Mangott, Gerhard (* 1966), österreichischer Politikwissenschaftler und Osteuropa-ExperteGerhard Mangott (* 1966)

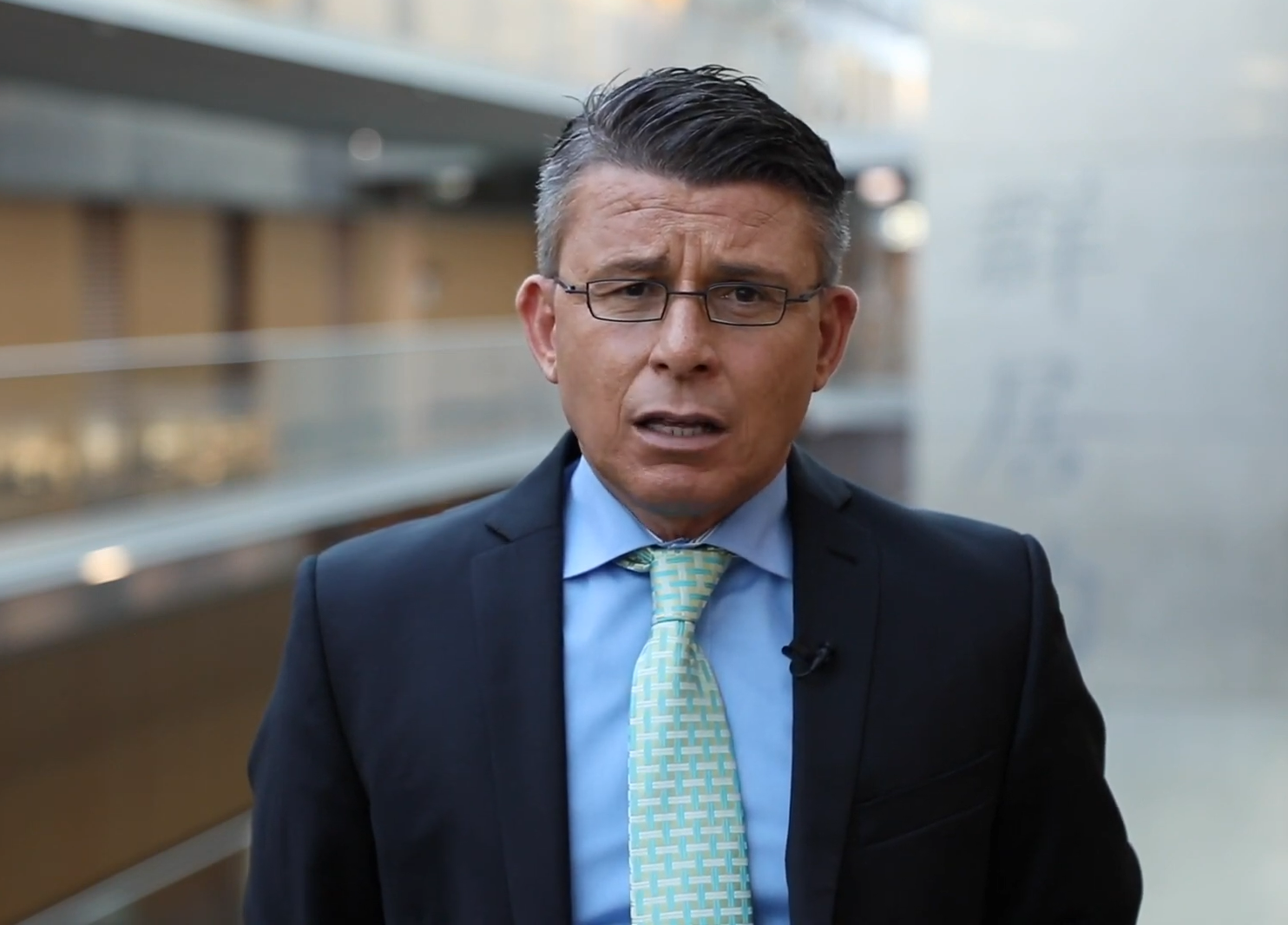
Gerhard Mangott (* 1966)

- Mangou, Philippe (* 1952), ivorischer Militär und Diplomat
- Mangoulia, Maria (* 2000), griechische Kugelstoßerin
- Mangourit, Michel Ange Bernard de (1752–1829), französischer diplomatischer Agent

### Mangr
- Mangrai, König von Lan Na (nordthailändisches Königreich)
- Mangrum, James (* 1948), US-amerikanischer Sänger

### Mangs
- Mangs, Peter (* 1972), schwedischer Mörder
- Mangstl, Anton (* 1949), deutscher Agrarwissenschaftler und Wissensmanager

### Mangt
- Mangthö Ludrub Gyatsho (1523–1596), tibetisch-buddhistischer Gelehrter

### Mangu
- Mangual, José (1924–1998), puerto-ricanischer Perkussionist
- Manguán, Santiago (1941–2022), spanischer Marathonläufer
- Mangudadatu, Esmael (* 1968), philippinischer Politiker
- Mangue, Constancia (* 1951), Firstlady von Äquatorialguinea
- Mangué, Marta (* 1983), spanische Handballspielerin
- Mangue, Ruth (* 1975), äquatorialguineische Sprinterin
- Mangueira, Archer (* 1962), angolanischer Politiker
- Manguel, Alberto (* 1948), argentinisch-kanadischer SchriftstellerAlberto Manguel (* 1948)

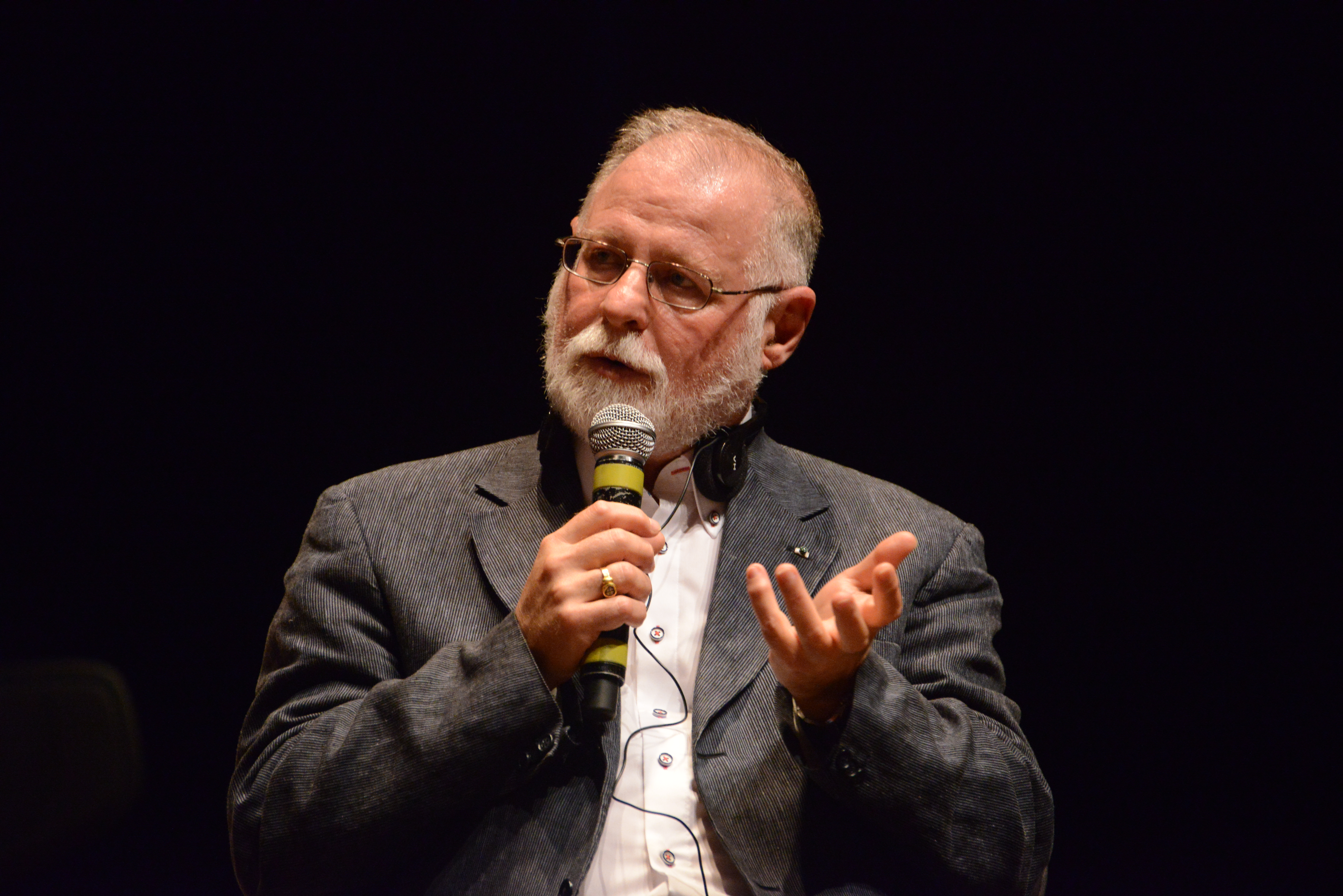
Alberto Manguel (* 1948)

- Manguel, Pablo (1912–1984), argentinischer Diplomat
- Manguin, Henri (1874–1949), französischer Maler
- Mangum, Elmira (* 1953), US-amerikanische Bildungswissenschaftlerin
- Mangum, Willie Person (1792–1861), US-amerikanischer Politiker
- Mangusch, Nadschla al- (* 1973), libysche Diplomatin und Juristin
- Manguso, Sarah (* 1974), amerikanische Schriftstellerin und Dichterin

### Mangw
- Mangwana, Sam (* 1945), kongolesischer Soukous-Sänger
- Mangwende, Witness (1946–2005), simbabwischer Politiker